# Sniper: Ghost Warrior
Sniper: Ghost Warrior (kurz S: GW) ist ein von City Interactive entwickelter und veröffentlichter Stealth-Shooter mit Schwerpunkt auf Scharfschützenthematik und der Nachfolger von Sniper: Art of Victory. Es erschien für Windows, Xbox 360 und PlayStation 3, welches am 24. Juni 2010 für Windows via Steam herausgegeben wurde. Die Xbox-360-Version wurde einige Tage später am 29. Juni 2010 in den USA veröffentlicht, während die Version für die PlayStation 3 deutlich später, am 28. April 2011 freigegeben wurde.
Der Nachfolger ist das 2013 erschienene Sniper: Ghost Warrior 2. Der dritte Teil erschien am 25. April 2017 und wurde zuvor auf der Gamescom vorgestellt.

## Spielcharakter
City Interactive hat mit Sniper: Ghost Warrior ein weiteres Mal das Konzept aufgegriffen, die Spielhandlung praktisch ausschließlich auf den Spielcharakter eines Scharfschützen zu fokussieren. Wie bereits zuvor mit Sniper: Art of Victory – dem inoffiziellen Vorgänger – stellt der Publisher auch hier wieder das Alleinstellungsmerkmal dieses Subgenres heraus. Durch seinen ungewöhnlichen Ansatz ist Sniper:Ghost Warrior auch 2010 immer noch eine Ausnahmeerscheinung im Vergleich zu 'konventionellen' Ego-Shootern, bei dem genretypisch der Spieler in aller Regel einen regulären Soldaten mit Schnellfeuerwaffen spielt.
Lisa Rivera, Vizepräsident der Verkaufsabteilung von City Interactive stellte denn auch jüngst klar, dass durch die immer häufigeren Sendungen etwa auf dem History-Channel oder Kanälen, wo es vermehrt militärische Dokumentationen gebe, in der Vergangenheit eine stark gewachsenen Basis an Interessierten für Spiele dieses Typs besteht.

## Handlung
In S: GW schlüpft der Spieler als Teil einer Spezialeinheit der Marines in verschiedene Rollen von militärischen Elite-Einheiten, die an die entlegensten Orte der Welt geschickt werden, um brenzlige Missionen hinter feindlichen Linien durchzuführen. Er übernimmt im Spiel die Rolle von drei Charakteren für jeweils verschiedene Missionen.
So ist der Spieler im Laufe der Handlung mit Sergeant Tyler Wells als Hauptcharakter ein Elite-Scharfschütze und Spezialist für Aufträge mit verdeckten und getarnten Operationen unter Fernwirkung.
Hier muss er als Präzisionsschütze eine Gruppe Rebellen in Isla Trueno, einem fiktiven lateinamerikanischem Staat, dessen demokratische Regierung mit einem Coup d’État von feindlichen Kräften gestürzt wurde, trainieren und bei deren Widerstand und Zurückschlagen gegen die Putschisten in verschiedenen Scharfschützen- und Nahkampfmissionen unterstützen, um letztendlich deren Anführer General Vasquez zu liquidieren. Außerdem spielt er den Protagonisten Private Anderson als Delta-Force-Operator eines Delta-Force-Angriffsteams, sowie einen mexikanischen Rebellen namens El Trejon – bei Missionen, wo der Spieler unmittelbar in direkten Kampfhandlungen und Feuergefechten involviert ist.

## Inhalt

### Spielmechanik
Das Spiel handelt in einer alternativen Gegenwart oder der nahen Zukunft, in der in Südamerika zwischen ultranationalistischen militärischen Kräften, die einem Umsturz der Regierung herbeigeführt haben und Rebellen kriegerische Auseinandersetzungen herrschen. Die Schauplätze reichen von überwiegend dschungelartigen Gegenden über innerstädtische Missionen über bergige Gegenden bis hin zu Fabrikgeländen und Bohrplattformen.
Der Titel behandelt hier besonders die Einsatzszenarien von Scharfschützen sowie deren Thematik und Gefechtsauftrag. Dabei kommen Techniken zum Einsatz, die das Verhalten von Projektilen respektive deren Flugkurve bei äußeren Einwirkungen und deren Folge möglichst authentisch und so realitätsnah wie möglich gewährleisten und letztendlich wiedergeben sollen.

#### Realistisches Ballistik-System
Es bietet ein realistisches Ballistik-System, wobei auf eine möglichst große Anzahl an möglichen (Umwelt-)Einflüssen wie etwa Wind, Nebel, Regen, die Corioliskraft und der Gewichtskraft Rücksicht genommen wird. Dies ermöglicht die realitätsgetreue Wiedergabe von Auswirkungen, wogegen selbst die Atmung des Spielcharakters als auch die Luftgeschwindigkeit hier einen Effekt auf die Flugparabel der Projektile hat. Hat der Protagonist etwa zuvor im Sprint Strecken zurückgelegt, erhöht sich deutlich der Puls und lässt ein Zielen beziehungsweise das Absetzen eines Schusses und deren tatsächliches Einwirken auf das zuvor anvisierte Ziel praktisch unmöglich werden. Zwar kann der Spieler die Luft anhalten, jedoch verkürzt sich die Zeitspanne erheblich, wenn der Charakter momentan unruhig ist. Der Spieler ist also gezwungen, seine Atmung in gewisser Weise durch taktische Mittel zu kontrollieren, indem er etwa möglichst wenig rennt, um so stets fähig zu sein, einen gezielten Schuss abzugeben.

#### Bullet-Cam-Modus
Eines der besonderen Merkmale des Spiels, welches auch bereits im Vorgänger S: AoV und gleichartigen Spielen wie etwa Snipers Elite zum Einsatz kam, ist die Visualisierung der exakten Flugbahn in unmittelbarer Nähe zum Projektil. Hierbei wird eine Zwischensequenz gezeigt, bei der während einer Kamerafahrt das abgeschossene Projektil bei starker Verzögerung in Zeitlupe verfolgt wird.

#### Taktisches Agieren
Sniper: Ghost Warrior stellt vergleichsweise hohe Ansprüche an taktische Verhaltensweisen. Eine Vorgehensweise wie in handelsüblichen Shootern wie das Rushen muss in S: GW fast zwangsläufig zum Scheitern führen. Man spielt einen verdeckten Sniper, der sich lautlos in feindlichem Territorium bewegt, um hochwertige und -gradige Ziele auszuschalten.
Hierbei kommt dem Vorgehen des Spielers in Bezug auf Tarnung und Taktik ein besonderes Gewicht zu, da bereits der kleinste Fehler des Scharfschützen seine Deckung verrät und die Mission scheitert. Der Spieler muss dabei ein großes Augenmerk auf gezielte Schüsse und leises ‚Ausschalten‘ legen. Zwar spielt eine Vielzahl aller Missionen in dschungelartigen Gegenden und der Protagonist trägt einen Ghillie-Anzug, jedoch gibt es selbst im Dschungel des Öfteren Situationen, wo eine große Flur ein schnelles Entdecken nur allzu leicht fördert.
Auch kann der Spieler seine Ausrüstung taktisch einsetzen, um Nebenschauplätze zu provozieren, um so den Gegner abzulenken. Hierzu zählen beispielsweise Claymore-Minen oder C4-Sprengsätze oder das Auslösen von Explosionen durch Beschuss von entfernten explosiven Gegenständen.

##### Im Spiel verfügbare Waffen
| AI AS50     | - Anti-Material/Scharfschützengewehr - Kal. 12,7 × 99 mm NATO - Hohe Zerstörungskraft bei extremer Reichweite |
| HK MSG90 A1 | - Scharfschützengewehr - Kal. 7,62 × 51 mm NATO - Mittlere Zerstörungskraft bei guter Reichweite              |
| KAC SR-25   | - halbautom. Scharfschützengewehr - Kal. 7,62 × 51 mm NATO - Mittlere Zerstörungskraft bei guter Reichweite   |
| Dragunow    | - Scharfschützengewehr - Kal. 7,62 × 54 mm R - Mittlere Zerstörungskraft bei hoher Reichweite                 |

### Mehrspieler
Der Multiplayer-Modus von S: GW erlaubt es Spielern entweder online – nach vorangegangener Registrierung – oder im lokalen Netzwerk (LAN) mit bis zu zwölf Spielern in drei verschiedenen Modi auf sechs Maps zu spielen. Hierbei erfordert der Online-Modus eine einmalige kostenlose Registrierung mit einer E-Mail-Adresse.
Die Spielmodi sind Deathmatch, Team Deathmatch und VIP, wobei Deathmatch und Team Deathmatch den üblichen Modi anderer Spiele entspricht. Der VIP-Modus ist eine leichte Abwandlung des King-of-the-Hill-Modus, bei dem der King zusätzliche Bonus-Punkte für das Töten anderer Spieler der Opposition erhält. Spieler der Gegenseite erhalten Bonus-Punkte für das Ausschalten des Führenden des Gegnerteams – erreicht ein Spieler mehr Bonus-Punkte als der King, tritt er an seine Stelle.

## Technik

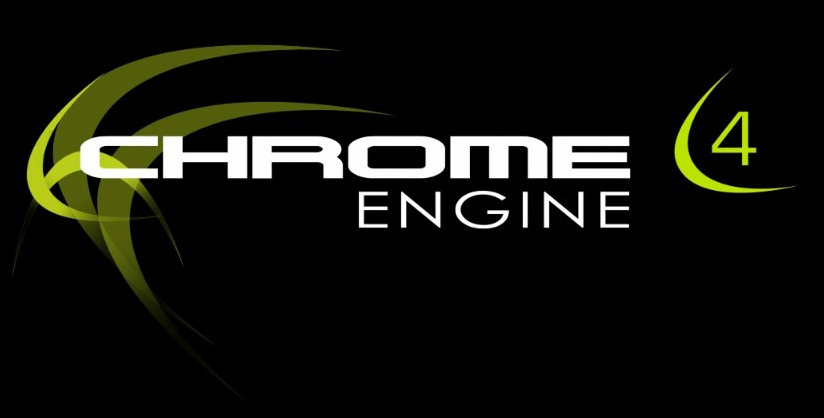
Logo der Chrome 4 Engine

S: GW setzt auf die Version 4.0 der Chrome-Engine vom polnischen Entwickler Techland. Sie unterstützt neben üblichen gängigen Standards dynamische Beleuchtung, 64-Bit High Dynamic Range (HDR) Rendering, dynamische, weiche Schatten und Schärfentiefe. Darüber hinaus bietet sie auch Bewegungsunschärfe und eine integrierte Physikengine für zerstörbare Umgebungen sowie Mehrkanal-, Surround-Sound- und Streaming-Unterstützung. Das Durchschussverhalten von Kugeln wird ebenfalls unter Berücksichtigung von Materialhärte und -stärke durch die Engine berechnet, weshalb hölzerne und dünne Wände eine nur unzureichende Deckung bieten. Bestimmte Objekte wie Fahrzeuge und Fässer sind zerstörbar und können durch Explosion selbst zur Gefahr werden. Nach Ansicht der Entwickler ist Chrome eine echte "What You See Is What You Get"-Engine und erlaubt substantielle Kontrolle über den Prozess der Level- und Spielentwicklung.

## Vertrieb

### Veröffentlichung
Am 26. März 2010 ging die Webseite mit den ersten umfassenden Informationen zum Spiel online. Im April erschienen erste Trailer mit Spielszenen.
Die Windows- sowie die Xbox-Versionen wurden am 24. Juni in Europa und am 29. Juni 2010 in den USA durch die Vertriebsplattform Steam herausgegeben. In Deutschland, Österreich und der Schweiz erschien der Titel in einer ungeschnittenen bzw. unveränderten (Uncut-)Version und erhielt von der USK keine Jugendfreigabe gemäß § 14 JuSchG (ab 18 Jahren freigegeben). Die PlayStation-3-Variante wurde erst fast ein Jahr später, am 28. April für Europa und am 28. Juni 2011 in den Vereinigten Staaten freigegeben.
City Interactive berichtete am 16. Februar 2011 auf der Website des Spiels, dass sich das Spiel binnen sieben Monaten weltweit über 1 Million Mal verkauft hat.
Am 11. Mai 2011 kündigte der Publisher eine Fortsetzung von S: GW für das erste Quartal 2012 an. Erscheinen soll der Nachfolger Sniper: Ghost Warrior 2 – so der Titel – für die bisherigen Plattformen PC, XBox 360 sowie die PlayStation 3. Sniper: Ghost Warrior 2 soll demnach bereits in Entwicklung sein und auf der CryEngine 3 von Crytek basieren, so Michal Sroczynski, Chief Producer von City Interactive.
Während der E3 2011 in Los Angeles, Kalifornien kündigte City Interactive an, vom 7. bis 9. Juni eine erste spielbare Vorabversion von S: GW 2 zu präsentieren. So gab das Team von City Interactive schließlich erste Einblicke in einige Details des Nachfolgers. S: GW 2 wird demnach über einen kooperativen Mehrspieler-Modus für bis zu zwei Teilnehmer verfügen. Scharfschütze und Späher müssen also eng zusammenarbeiten, um ihre Ziele im Teamwork zu erreichen. Auch wird es eine Art »Playbook« geben, dass kooperative Manöver enthält. Im Single-Player schlüpft man in die Rolle des US-Marines Captain Cody Anderson und kämpft als dieser in Umgebungen, die laut den Entwicklern ausschließlich auf Schauplätze der realen Welt basieren.
Auch im August 2011 auf der GamesCom in Köln war das polnische Team von City Interactive vertreten und stellte mit einer spielbaren Version von S: GW 2 seine jüngste Entwicklung dem Publikum vor.

### Demo-Version
Am 17. Juni 2010, zeitgleich zur stattfindenden E3 veröffentlichte City Interactive eine Demo-Version von S: GW für den PC. Sie umfasst zwei Missionen, wobei eine dieser bereits in einem der zuvor veröffentlichten Videos behandelt wurde.
Allerdings mussten viele Spieler im Nachhinein feststellen, dass die Demo eine Laufzeitbeschränkung beinhaltet und diese mit Veröffentlichung des regulären Titels den Start verweigert. Diese Beschränkung kann allerdings umgangen werden, wenn das Datum des Computers auf ein Datum ab dem 17. Juni 2010 bis zum 24. Juni 2010 eingestellt wird.

### Herunterladbarer Inhalt
Ein bereits zuvor mit einem veröffentlichten Trailer angekündigtes DLC für Windows und XBox erschien am 8. September 2010 und beinhaltet fünf weitere erheblich größere Karten, die aufgrund ihres Ausmaßes mit größeren Schussdistanzen aufwarten konnten. Der DLC ist zu einem Preis von rund zehn Euro bei Steam respektive 1200 MS-Points im Xbox Live Marketplace erhältlich.

## Trivia
Das Spiel enthält eine mittlerweile selten gewordene Schnellspeicher-Funktion. Auch die Ladezeiten der Karten ist für heutige Verhältnisse auffallend kurz ausgefallen.
Für Sniper: Ghost Warrior sind durch die Community verschiedene Mods verfügbar. Diese werden mit dem JSGME in das Spiel integriert. Zurzeit gibt es etwa Modifikationen, die Nacht- und Regen-Karten in das Spiel integrieren oder ermöglichen, Anzeigen wie das HUD oder Skins zu manipulieren.

## Rezeption
Sniper: Ghost Warrior erhielt von der Presse mittelmäßige bis negative Kritik. Das Spiel wurde für seine faszinierenden visuellen Effekte und der generellen Umsetzung eines solchen Nischenthemas vielerorts gelobt, aber vor allen Dingen aufgrund der stellenweise verbuggten und chaotischen Inhalte – hier an erster Stelle die KI und die Actioneinlagen – kritisiert.

### Kritiken
Auf Metacritic erreicht die PC-Version eine Bewertung von 55 %, die PS3- erreicht 53, die Xbox-360-Version kommt auf nur noch 45 %.
GameStar vergab für die PC-Version 72 %, bei 4Players erhielt die PlayStation-Variante noch 65 während die PC-Version nur 63 Punkte bekam – die Xbox-Portierung erhielt 62 Punkte. PC Games kam auf eine Wertung von 67 % Spielspaß.

„Die Momente, in denen ich lautlos durchs Dickicht schleiche und mit meinem Präzisionsgewehr einen Feind nach dem anderen ausknipse, haben mich beispielhaft an den Monitor gefesselt. Ärgerlich, dass sich City Interactive zu oft von diesem spannenden Grundkonzept entfernt und versucht, durch (uninspirierte) Actioneinlagen Abwechslung ins Scharfschützen-Leben zu bringen. Das wäre nicht nötig gewesen und nimmt dem Spiel viel von seinem an sich reichlich vorhandenen Potenzial.“

IGN vergab ein 5,0, während es die Scharfschützenthematik und Spielemechanik lobte, mit Enttäuschung aber die lieblose Umsetzung und die Run-and-gun-Szenarios bemängelte.
GameSpot erkannte dem Spiel eine Wertung von 5,5 zu, um nicht unerwähnt zu lassen, dass der Titel hervorragende visuelle Effekte und befriedigende Sniper Cams biete und kritisierte die absurde Schwierigkeit in einigen Teilen – vornehmlich dort, wo die gegnerische KI "von sinnlos bis so magisch reiche, dass sie einen augenblicklich entdecke".
GameZone gab dem Spiel ein "4.5 out of 10", um zu erwähnen, dass "die Singleplayer-Kampagne eine anständige Länge habe und es ebenfalls einen Multiplayer gebe (wenn man jemanden zum Spielen finden kann). Unglücklicherweise ist Sniper: Ghost Warrior eine “Na ja”-Erfahrung mit geringem Reiz, wenngleich Spieler mit extremer Geduld und einer Passion für Scharfschützengewehre sicherlich Spaß haben werden."
G4's X-Play gab dem Spiel zwei von fünf Punkten und fand das Gameplay-Konzept interessant. Allerdings ist die KI entweder beschränkt oder sehr clever und das Spiel hat eine Reihe von Glitches.